# 2-й Дагестанский конный полк
2-й Дагестанский конный полк, ранее 2-й Дагестанский конно-иррегулярный полк — полк иррегулярной, с 1894 года регулярной кавалерии Русской армии Вооружённых сил Российской империи.

## История
14 ноября 1876 года в России были утверждены штаты новых конно-иррегулярных полков второй очереди, долженствующих сформироваться из Дагестанского конно-иррегулярного полка. 16 ноября того же года  был сформирован 2-й Дагестанский конно-иррегулярный полк, а 2 января 1877 года — 3-й.
Сформирование 2-го Дагестанского полка закончилось 22 января 1877 года, а 3-го — 12 февраля. С 8 мая по 7 июня сформирован 4-й полк.
В кадры новых полков коренной Дагестанский конно-иррегулярный полк выделил половину своего личного состава. 2-й и 3-й полки тотчас по сформировании были направлены на театр военных действий против Османской империи, где особенно отличился 3-й Дагестанский конно-иррегулярный полк, получивший знаки на головные уборы и Георгиевское знамя за взятие Карса.
С окончанием активных действий против османов, в начале 1878 года, началось расформирование 2-го, 3-го и 4-го полков, завершившееся в конце этого года.
В связи с отправкой Дагестанского конно-иррегулярного полка в Ахал-Текинскую экспедицию, в 1879 году, на базе его кадров был вновь сформирован 2-й Дагестанский конно-иррегулярный полк. По возвращении из экспедиции коренного полка 2-й конно-иррегулярный расформирован.
31 января 1904 года император Николай II повелел вызвать желающих идти на войну с Японией из кавказских горцев, не несущих воинской повинности, а также и из Дагестанского конного полка. Из этих охотников было приказано сформировать 12 сотен по народностям, которые свести в бригаду из двух полков, так был вновь сформирован 2-й Дагестанский, но уже конный полк. 24 марта 1904 года Кавказская конная бригада (командир генерал-майор Г. И. Орбелиани) была сформирована в составе 2-го Дагестанского, во главе с командиром полка полковником Г. Х. Нахичеванским, и Терско-Кубанского (командир полковник А. П. Шувалов) конных полков.
Штатная численность 2-го Дагестанского определялась в 744 всадников при 6 сотнях, 4-х взводного состава. 24 мая 1904 года шестью воинскими поездами с железнодорожного вокзала города Порт-Петровск полк отправлен на Дальний Восток. По окончании войны, в январе 1906 года, полк вернулся в Порт-Петровск, и он и бригада были расформированы в 1906 году.
С началом Великой войны, в 1914 году, на базе Дагестанского конного полка ставшего 1-м, сформирован 2-й Дагестанский конный полк который вошёл в состав 1-й бригады Кавказской туземной конной дивизии. Полк состоял из четырёх сотен:
- 1-я сотня Андийский округ;
- 2-я сотня Аварский округ;
- 3-я сотня Даргинский, Гунибский, Казикумухский округа;
- 4-я сотня Темир-Хан-Шуринский, Самурский, Кайтаго-Табасаранский, Кюринский округа.

Во время Первой мировой войны сын Л. Н. Толстого — Михаил Львович Толстой (1879—1944) — служил во 2-м Дагестанском полку Кавказской Туземной конной дивизии.

## Командир полка (период времени)
- Гусейн Хан Нахичеванский, полковник (25.03.1904 — 24.11.1905);
- Амилахвари, Гиви Иванович, подполковник (23.08.1914 — ??.??.1917).

## Штандарт
Пожалован 21 января 1916 года простой штандарт образца 1900 года. Кайма светло-синяя, шитьё серебряное. Навершие образца 1857 года (армейское) высеребренное. Древко тёмно-зелёное с высеребренными желобками. Государственный герб. Штандарт был пожалован, но до полка, не дошёл, так как к октябрю 1916 года он ещё не был изготовлен.

## Шифровка на погонах
Шифровка, на погонах личного состава — 2Дг (цифра — 2 и буквы — Дг), жёлтого цвета.

## Форма полка
Погоны — красные.

## Другие формирования этого имени
- Дагестанский конно-иррегулярный полк → 1-й Дагестанский конный полк;
- 3-й Дагестанский конно-иррегулярный полк;
- 4-й Дагестанский конно-иррегулярный полк;
- Дагестанская милиция — дата сформирования неизвестна, но не ранее 1826 года; расформирована в 1856 году. 25 декабря 1860 года снова сформирована под наименованием Дагестанская постоянная милиция (в составе 10 сотен); окончательно упразднена в 1899 году.
- 82-й пехотный Дагестанский полк — сформирован в Темир-Хан-Шуре 16 декабря 1845 года; 25 марта 1864 года получил войсковой № 82; расформирован в 1918 году.
- 1-я Дагестанская стрелковая бригада → 13-я Дагестанская стрелковая дивизия